# Thomas Bley
Thomas Bley (* 1. März 1951 in Meißen) ist ein deutscher Professor für Bioverfahrenstechnik.

## Leben
Thomas Bley studierte Mathematik an der Technischen Universität Dresden Mathematik. Ab 1975 arbeitete er als wissenschaftlicher Mitarbeiter am Institut für Biotechnologie (IBT) der Akademie der Wissenschaften der DDR in Leipzig. 1981 wurde er auf dem Gebiet der Biomathematik promoviert. Seine Habilitation zu dem Thema „Zustandsstrukturierte Modelle in der Biotechnologie – Anwendung von Delay-Differentialgleichungen zur Beschreibung der Dynamik mikrobieller Populationen“ schloss er 1990 erfolgreich ab. 1994 wechselte er an die Fakultät für Biowissenschaften, Pharmazie und Psychologie der Universität Leipzig und übernahm die Leitung der Abteilung Biotechnologie. Von 1996 bis 2017 war er ordentlicher Professor für Bioverfahrenstechnik am Institut für Lebensmittel- und Bioverfahrenstechnik und ist seit 2017 Seniorprofessor für Bioverfahrenstechnik am Institut für Naturstofftechnik der Technischen Universität Dresden.
2018 erhielt Bley die DECHEMA-Medaille.

## Wissenschaftliche Arbeiten
Thomas Bley hat sich während seiner akademischen Laufbahn mit der Entwicklung mathematischer Modelle zur Beschreibung komplexer biotechnologischer Zell-Reaktor-Systeme beschäftigt. Diese haben im Wesentlichen drei Ziele: Sie sollten Ursache-Wirkbeziehungen zwischen biotischen und abiotischen Parametern herstellen, eine Ökonomisierung des Prozessablaufs gewährleisten und idealerweise in Echtzeit arbeiten. In diesem Kontext initiierte er maßgeblich die Applikation der Durchflusszytometrie als Einzelzell-Messtechnik in der Biotechnologie und postulierte den Bioreaktor als Ökosystem, dessen Bilanz sich nach der Anzahl und Art von Mikroorganismen und deren individuellem Lebenszyklus richtet. Aus diesem populationsdynamischen Ansatz entstanden segregierte Modelle auf der Basis von Delay-Differentialgleichungen. Sie können biologische Vorgaben realistisch abbilden und mit abiotischen Daten verbinden und finden zunehmend Eingang in dynamische Prozessführungsstrategien bei biotechnischen Prozessen.
Die wissenschaftlichen Arbeiten von Thomas Bley umfassen zahlreiche Publikationen, Beiträge zu Büchern und zahlreiche Patente. Er ist Ordentliches Mitglied der Sächsischen Akademie der Wissenschaften und der Deutschen Akademie der Technikwissenschaften - acatech. Er hatte führende Positionen in zahlreichen nationalen wissenschaftlichen Organisationen inne und war Herausgeber des Wiley-VCH Journals „Engineering in Life Sciences“. Er ist nun dort Honorary Editor.
Das Profil des von ihm geleiteten Lehrstuhls für Bioverfahrenstechnik wird gegenwärtig durch Arbeiten auf dem Gebiet der Weißen Biotechnologie bestimmt. Dabei gewinnt die Entwicklung von Verfahren zur Kultivierung von Pflanzenzellen, phototrophen Mikroorganismen und Pilzen immer mehr an Bedeutung, bei denen neue Methoden des molekularen Biomonitorings und der Modellierung filamentöser (fadenbildend) Organismen in Bioprozessen eine wichtige Rolle spielen.

## Veröffentlichungen (Auswahl)
- mit H. Bogner: Optimal control of a structured growth model. in: stud. biophys., 83, 1981, S. 217–224
- mit S. Noack und W. Klöden: Modeling synchronous growth of bacterial populations in phased cultivation. In: Bioprocess and Biosystems Engineering. 31, 2008, S. 435–443.
- mit S. Müller und H. Harms: Origin and analysis of microbial population heterogeneity in bioprocesses. In: Current Opinion in Biotechnology. 21, Nr. 1, 2010, S. 100–113.
- mit S. Müller: Flow Cytometry. In: M. C. Flickinger (Hrsg.): Encyclopedia of Industrial Biotechnology, Bioprocess, Bioseparation, and Cell Technology. Band 4, Wiley, New York 2010, S. 2451–2467.
- Bioenergie – Chancen für die Zukunft. Chemie in unserer Zeit 54, 2020, S. 296–301
- Ed.: S. Müller and Th. Bley High Resolution Microbial Single Cell Analytics Series: Advances in Biochemical Engineering/Biotechnology Vol. 124 Springer-Verlag Berlin Heidelberg 2011, ISBN 978-3-642-16886-4.
- Ed.: R. Krull and Th. Bley Filaments in Bioprocesses Series: Advances in Biochemical Engineering/Biotechnology Vol. 149 Springer International Publishing 2015, ISBN 978-3-319-20511-3.
- Ed.: A. Pavlov and Th. Bley Bioprocessing of Plant in Vitro Systems Reference Series in Phytochemistry Springer International Publishing 2018, ISBN 978-3-319-54599-8.